# كأس الولايات المتحدة 2000
جرت بطولة كأس الولايات المتحدة الأمريكية لكرة القدم لعام 2000، وهي بطولة دولية لكرة القدم برعاية نايكي تحت رعاية الاتحاد الأمريكي لكرة القدم (USSF) وكانت هذه هي بطولة كأس الولايات المتحدة السابعة والأخيرة في السلسلة التي بدأت عام 1992.
وكانت المنتخبات الأربعة في المسابقة هي منتخب الولايات المتحدة وأيرلندا وجنوب إفريقيا والمكسيك. من بين المنتخبات الثلاثة التي تمت دعوتهم، كانت أيرلندا تلعب مُشاركتها الثالثة، والمكسيك في مُشاركتها الخامسة، وجنوب أفريقيا مُشاركتها الأولى. لعبت أيرلندا في الكأس الافتتاحية في عام 1992 بينما فازت المكسيك بثلاث كؤوس متتالية قبل بطولة 2000. كانت جنوب أفريقيا ثاني مُنتخب أفريقي يُشارك بعد منتخب نيجيريا عام 1995.

## 3 يونيو: يوم الافتتاح
افتتح كأس الولايات المتحدة 2000 بمباراتين في 3 يونيو 2000. ووقعت المباراة الأولى جنوب أفريقيا ضد الولايات المتحدة المضيفة في ملعب روبرت كينيدي التذكاري بواشنطن. حضر المُباركة 16،750 مشجعًا فقط وفاز مُنتخب الولايات المُتحدة الأمريكية بُرباعية مُقابل لا شيء.

## 4 يونيو: المكسيك ضد أيرلندا
بدأت المباراة الثانية بعد يوم واحد في ملعب سولجر في شيكاغو حيث لعبت المكسيك وأيرلندا في مباراة أنتهت بالتعادل الإيجاني 2-2. حضر أكثر من 36,000 مُتفرج على الرغم من الأمطار الغزيرة. سيطرت المكسيك على الشوط الأول، لكن إيرلندا عادت متأخرة بهدفين لريتشارد دن ودومينيك فولي . في الدقائق الأخيرة من المباراة، حصل الفريقان على فرص لتسجيل هدف الفوز لكن لم يستغلوا الفرص، وانتهت المُبارة بالتعادل.

## 6 يونيو: الولايات المتحدة ضد أيرلندا
تعادلت أيرلندا والولايات المتحدة أمام 1-1 وسط حضور جماهيري ضعيف مرة أخرى 16،319 فقط من المشجعين. سجل اللاعب الأيرلندي دومينيك فولي أولًا ، حيث تلقى أسيست من ستيفن ماكفيل قبل أن يتخطى مدافع الولايات المتحدة سي جيه براون ويتفوق على حارس مرمى الولايات المتحدة براد فريدل. حافظ الأيرلنديون على تقدمهم حتى أنتي رازوف تعادل المباراة بهدف مثير للجدل. وأنتهت المُبارة بالتعادل الإيجابي.

## 7 يونيو: المكسيك ضد جنوب أفريقيا
واجهت المكسيك مع جنوب أفريقيا وسط حضور 27،815 مشجعًا في ملعب القطن. وفازت المكسيك على جنوب أفريقيا 4-2. سجل المنتخب المكسيكي هدفين في الشوط الأول قبل أن تقوم جنوب إفريقيا بالعودة سجل بيني مكارثي في الدقيقة 52 مما جعله 2-1. دخل البديل المكسيكي ونجل المدرب هوراسيو سانشيز المباراة في الدقيقة 79 وسجل هدفين سريعين. وسجل جنوب أفريقيا ثابو منغوميني من ركلة جزاء في الدقيقة 89، وانتهت المُبارة بفوز المُنتخب المكسيكي 4-2.

## 11 يونيو: الولايات المتحدة ضد المكسيك (الولايات المتحدة تفوز بالكأس)
تم لعب مباراتين في ملعب جيانتس في اليوم الأخير. في المباراة الأولى، واجهت الولايات المتحدة والمكسيك بعضهما البعض للحصول على لقب الكأس بينما لعبت أيرلندا وجنوب إفريقيا للمركز الثاني.
في المباراة الأولى، فازت الولايات المتحدة على المكسيك بسهولة بفوزها 3-0 وسط حضور 45,008 مُتفرج. في الدقيقة 33، أخذ بريان ماكبرايد عرضية من إيرني ستيوارت وسجل الهدف الأول. أبقت المكسيك المباراة قريبة حتى حصل كريستيان راميريز على ثاني صفراء له في المباراة في الدقيقة 70 بسبب سحب كوبي جونز إلى الأرض وطُرد. مع وصول المكسيك إلى عشرة لاعبين، سجلت أمريكا الهدف الثاني والثالث وفازت بالكأس للمرة الثالثة في تاريخها.
في المباراة الثانية من اليوم، احتلت أيرلندا المركز الثاني في ترتيب الكأس بفوزها 2-1 على جنوب أفريقيا. وسجلت جنوب أفريقيا أول مرة عندما أطاح الكابتن شون بارتليت بني بيني مكارثي بهدف في الدقيقة 14. وعادت أيرلندا بهدف ستيفن ماكفيل في الدقيقة 24. في وقت متأخر من الشوط الثاني، سجل نيال كوين هدف الفوز. كان هذا هدفه الدولي العشرين، حيث وضعه في تعادل مع فرانك ستابلتون في قائمة أهداف أيرلندا على مر التاريخ.

## الهدافين
ثلاثة أهداف
- هوراسيو سانشيز (الحذاء الذهبي)

هدفين
- كوبي جونز
- آنتي رازوف
- دومينيك فولي
- بيني ماكارثي

هدف واحد
- كلاوديو رينا
- إريني ستيورات
- فرانكي هايدوك
- براين مكبرايد
- ريتشارد دان
- ستيفن مكفيل
- نيال كوين
- ثابو منغوميني
- خيسوس أولالدي
- دانييل أوسورنو
- لويس إرنستو بيريز

## روابط خارجية
- Q / A ما قبل البطولة مع فريق الولايات المتحدة